# Tesoro di Cheste
Il tesoro di Cheste, oggi conservato nel Museo di storia di Valencia, è composto da alcuni pezzi d'oreficeria: una collana, tre pendagli e una fibula.
Questo insieme di pezzi sono rappresentativi dei gioielli della società iberica, nella regione edetana, e la sua produzione e l'uso è datata tra il IV e III secolo a.C.
Il tesoro è stato trovato all'interno di due navi, nella zona di La Safa in Cheste.

## Studi sul tesoro di Cheste
- Tesoros monetarios de Valencia y su entorno. A. Ribera Lacomba/ P.P. Ripollés Alegre, Eds. 2005